# Observatório Einstein

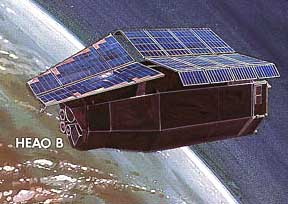
Observatório Einstein.

Einstein Observatory (HEAO-2) foi o primeiro telescópio de raios-X no espaço, e o segundo de três observatórios de alta energia astrofísicos (do programa High Energy Astrophysical Observatories da NASA). Seu nome original era HEAO B, mudado para Observatório Einstein após entrada em órbita em homenagem a Albert Einstein. Entrou e desintegrou-se na atmosfera terrestre em 25 de março de 1982.